# Hội Liên hiệp Phụ nữ Xã hội chủ nghĩa Triều Tiên
Hội Phụ nữ Xã hội chủ nghĩa Triều Tiên (tiếng Hàn Quốc: 조선사회주의녀성동맹, trước đây là Hội Phụ nữ Dân chủ Triều Tiên tiếng Hàn Quốc: 조선민주녀성동맹) là một tổ chức đoàn thể của phụ nữ ở Bắc Triều Tiên và trực thuộc Đảng Lao động Triều Tiên và là cơ quan quản lý các vấn đề phụ nữ của Cộng hòa Dân chủ Nhân dân Triều Tiên. Được thành lập vào năm 1945 với tư cách là Hội Phụ nữ Dân chủ Bắc Triều Tiên, đây là tổ chức quần chúng lâu đời nhất và là một trong những tổ chức quần chúng quan trọng nhất ở nước này. Hội có các ủy ban ở mọi phân cấp hành chính của Bắc Triều Tiên, từ ri (làng) cho đến các tỉnh.
Tư cách thành viên đã được giới hạn ở những phụ nữ không phải là thành viên của bất kỳ tổ chức đoàn thể nào khác. Do đó, các thành viên của Hội bao gồm những phụ nữ không làm việc ở bên ngoài.
Hội trên danh nghĩa đại diện cho những phụ nữ này, nhưng trên thực tế, nó được sử dụng để thực hiện các chính sách của chính phủ. Hội đã có một vai trò quan trọng trong việc đạt được bình đẳng giới và tăng sự tham gia chính trị của phụ nữ ở Bắc Triều Tiên. Trong những ngày đầu sau khi thành lập vào năm 1945, Hội có hơn một triệu thành viên, so với số thành viên hiện tại khoảng 200.000 đến 250.000. Ảnh hưởng của nó đã bị giảm kể từ những cải cách kinh tế đầu những năm 2000.
Chức danh chủ tịch thường được trao cho người phụ nữ quyền lực nhất ở Triều Tiên. Chủ tịch trước đây bao gồm Kim Sung-ae, vợ của cựu lãnh đạo đất nước Kim Il-sung. Chủ tịch hiện tại là Jang Chun-sil.
Hội điều hành một nhà xuất bản và phát hành một tạp chí hàng tháng có tên Phụ nữ Triều Tiên.

## Lịch sử
Chi nhánh Bắc Triều Tiên của Hiệp hội, Đoàn Phụ nữ Dân chủ Bắc Triều Tiên, được thành lập vào ngày 18 tháng 11 năm 1945 như một phần trong nỗ lực của Văn phòng Bắc triều Tiên của Đảng Cộng sản Triều Tiên nhằm ghi danh càng nhiều thành viên mới của các tổ chức quần chúng do cộng sản kiểm soát ở phía bắc bán đảo Triều Tiên. Đó là tổ chức quần chúng đầu tiên được thành lập với một phân khúc cụ thể của xã hội. Nhiệm vụ ban đầu của nó là tập hợp các tổ chức phụ nữ trong khu vực tự phát dưới sự kiểm soát của mình. Hội đã tổ chức đại hội đầu tiên vào ngày 10 tháng 5 năm 1946. Vào thời điểm đó, nó có 800.000 thành viên trong các chi nhánh ở 12 thành phố, 89 quận và 616 thị trấn. Đến cuối năm 1946, gần một phần năm phụ nữ của đất nước là thành viên của Hội khi số thành viên đã tăng lên 1.030.000
Khi mới thành lập, Hội đã làm việc để ban hành các luật liên quan đến bình đẳng giới cũng như đưa phụ nữ vào chính trị. Khi cuộc bầu cử địa phương của Bắc Triều Tiên năm 1946, cuộc bầu cử dân chủ đầu tiên ở nước này, đến gần, nhiều người đàn ông đã phản đối phụ nữ tranh cử vào Ủy ban Nhân dân. Đáp lại, Kim Il-sung đã nâng cao vai trò của Hội. Một số mục tiêu chính trị của Hội phải thực hiện với việc hỗ trợ cộng sản thay vì tập trung cụ thể vào các vấn đề của phụ nữ. Nền tảng của Hội bao gồm hỗ trợ Ủy ban Nhân dân Lâm thời Bắc Triều Tiên và Kim Il-sung để lãnh đạo đất nước, cũng như chống lại "chủ nghĩa phát xít", "kẻ phản bội", phong tục và mê tín phong kiến. Trên danh nghĩa, Hội đại diện cho toàn Bán đảo nhưng thực tế nó có rất ít mối liên hệ với phụ nữ ở phía nam.
Đến năm 1947, Hội có 1,5 triệu thành viên. Phần lớn trong số họ, khoảng 73%, là nông dân trong khi 5,3% là công nhân, 0,97% là trí thức và 20% còn lại bao gồm tất cả những người khác, như các bà nội trợ.
Các chi nhánh Bắc và Nam đã được hợp nhất vào ngày 20 tháng 4 năm 1951. Lịch sử chính thức của Bắc Triều Tiên có nguồn gốc từ tổ chức hiện tại vào tháng 12 năm 1926 hoặc tháng 1 năm 1951, mặc dù cả hai đều có tranh cãi. Gần đây, Hội đã thành công trong việc tăng số lượng phụ nữ trong các công việc sản xuất. Những cải cách kinh tế đầu những năm 2000, cho phép mọi người theo đuổi lợi nhuận, đã làm suy yếu phạm vi tư tưởng của Hội bởi thành viên là các bà nội trợ hiện đang bận rộn ở các chợ. Mặc dù vậy, nó vẫn là một trong những tổ chức đoàn thể quan trọng nhất trong cả nước.
Tại Đại hội lần thứ sáu của Hội vào ngày 17 tháng 18 năm 2016, tên được đổi thành Hội Phụ nữ Xã hội chủ nghĩa Triều Tiên.

## Tổ chức
Tư cách thành viên được dành riêng cho những người không phải là thành viên của Đảng Lao động Triều Tiên hoặc bất kỳ tổ chức đoàn thể nào khác, đó là trường hợp của những phụ nữ không làm việc bên ngoài nhà của họ. Quy định này của Hối khiến cho nó độc đáo trên toàn thế giới. Triển khai này đã được áp dụng vào những năm 1960. Ban đầu, tư cách thành viên được dành riêng cho phụ nữ trong độ tuổi từ 18 đến 61. Ngày nay, phụ nữ trong độ tuổi từ 31 đến 60 đủ điều kiện để trở thành thành viên, mặc dù nếu phụ nữ kết hôn và trở thành bà nội trợ, cô ấy đủ điều kiện bất kể tuổi tác. Gần đây, ngay cả những người về hưu đã bị buộc phải tham gia vào các hoạt động của nó. Chính thức, Hội đại diện cho phụ nữ không phải là thành viên trong bất kỳ tổ chức quần chúng nào khác, nhưng trên thực tế, nó được sử dụng để thông qua các quyết định của chính phủ Bắc Triều Tiên và cho vận động chính trị.
Hội có các ủy ban ở mọi phân cấp hành chính của Bắc Triều Tiên, từ ri (làng) cho đến cấp tỉnh. Hội hiện có khoảng 200.000.000 250.000 thành viên. Theo Taean work system, có một đại diện của Hội dưới quyền Bí thư nơi làm việc, người này lần lượt chịu trách nhiệm trước Đảng ủy nơi làm việc.
Ban chấp hành Trung ương Hội tổ chức các phiên họp toàn thể hai lần một năm. Liên minh là một thành viên của Mặt trận Dân chủ Thống nhất Tổ quốc.
Hội điều hành một nhà xuất bản, Chosǒn Yǒsǒngsa, ừ tháng 9 năm 1946, đã phát hành tạp chí Korean Woman cơ quan ngôn luận của Hội. Nó bắt đầu xuất hiện thường xuyên vào năm 1947 và được phát hành hàng tháng cho đến năm 1982 khi phát hành hai tháng một lần

### Chủ tịch

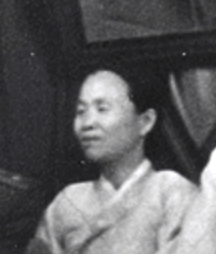
Pak Chong-ae, Chủ tịch đầu tiên của Ủy ban Trung ương Hội

Chức vụ chủ tịch của Hội theo truyền thống đã được trao cho người phụ nữ quyền lực nhất ở Bắc Triều Tiên.
Chủ tịch đầu tiên của Ủy ban Trung ương Hội là Pak Chong-ae. Phó chủ tịch là Ahn Sin-ho. Dưới thời Pak, người phục vụ cho đến năm 1965, Hội không giống như các tổ chức phụ nữ ở nơi khác trên thế giới. Chỉ sau đó, nó đã đạt được các tính năng toàn trị.
Pak Chong-ae được kế nhiệm bởi Kim Ok-sun, vợ của cựu du kích Choe Kwang. Khi chồng bà bị thanh trừng năm 1969, Kim cũng bị phế truất.
Bà được kế nhiệm bởi Kim Sung-ae, người vợ thứ hai của Lãnh đạo Bắc Triều Tiên Kim Il-sung và là cựu phó chủ tịch của Hội, vào năm 1972. Bà đã xây dựng hình thức hiện tại của Hội, toàn trị. Có thể là bà đã sử dụng vị trí của mình để quảng bá cho các con trai Kim Pyong-il và Kim Yong-il nhằm thừa kế Kim Il-sung, chống lại Kim Jong-il từ cuộc hôn nhân đầu tiên của Kim Il-sung. Hội đã mất phần lớn tầm ảnh hưởng của mình sau khi Kim Jong-il tìm cách kế vị cha mình, và Kim Sung-ae đã từ chức vào ngày 25 tháng 4 năm 1998.
Người ta cho rằng Kim Jong-il sẽ chỉ định vợ của mình, Ko Yong-hui, theo tiền lệ của cha mình, nhưng điều này đã không xảy ra. Kim Sung-ae được kế nhiệm bởi Chon Yon-ok. Chủ tịch hiện tại là Jang Chun-sil. Người tiền nhiệm của Jang Chun-sil kể từ tháng 10 năm 2000, là Pak Sun-hui (con gái của Pak Chong-ae). Các phó chủ tịch hiện tại là Hong Son-ok, Jong Myong-hui, and Wang Ok-hwan. Tổng thư ký là Pak Chang-suk.